# Stitches
Stitches is een Ierse horrorfilm-zwarte komedie uit 2012 onder regie van Conor McMahon., die samen met David O'Brien ook het verhaal schreef. De productie was het filmdebuut van de Engelse komiek Ross Noble, die het titelpersonage speelt.

## Verhaal

### Proloog
Richard Grindle laat zich als clown 'Stitches' inhuren voor kinderfeestjes. Zo komt hij terecht op het verjaardagspartijtje van Tom, die tien jaar oud wordt. Stitches probeert hem en zijn gasten Sarah, Paul, Bulger, Vinny, Richie en Toms geheime liefde Kate te vermaken met goocheltrucs, maar ze werken hem in alles tegen. Ze maken hem belachelijk, vinden alles wat hij doet stom en gooien met zijn spullen. Nadat Vinny stiekem Stitches' schoenveters aan elkaar knoopt, gooit Tom een bal naar hem. Stitches raakt hierdoor uit zijn evenwicht en valt. Hij belandt met zijn gezicht in de openstaande klep van de vaatwasser, met zijn oog in een keukenmes. Stitches overlijdt ter plaatse.
Tom gaat na de begrafenis van Stitches 's avonds de kunstbloem die Stitches op zijn kostuum droeg op zijn graf leggen. Hij is er zo getuige van dat een groep clowns een ceremonie houdt bij een mausoleum op de begraafplaats. Wanneer hun leider Tom betrapt, grijpt hij hem. Hij zegt de jongen dat een clown niet kan rusten voor hij zijn partijtje heeft afgemaakt.

### Hoofdlijn
Het is bijna zes jaar later wanneer Toms zestiende verjaardag nadert. Hij en de kinderen die op zijn tiende verjaardag waren, zitten nog steeds bij elkaar op school. Met sommigen is hij nog steeds bevriend. De vriendschap met sommige anderen is meer dan bekoeld, zoals die met punker Paul en zijn - inmiddels - vriendin Sarah. Tom is nog steeds heimelijk verliefd op Kate, maar zij heeft een vriend. Nadat zijn moeder Tom vertelt dat hij alleen thuis zal zijn op zijn verjaardag, halen zijn vrienden hem over om voor het eerst in zes jaar een verjaardagsfeest te geven. Ze vermoeden dat Kates relatie op instorten staat en vertellen Tom dat hij haar zeker voor zich kan winnen op zijn feest. Zijn vriend Vinny verspreidt zonder dat hij het weet de uitnodiging ook via sociale media, waardoor de halve school weet waar en wanneer het feest is. Een papieren versie van de uitnodiging waait een raam uit, de begraafplaats op.
Wanneer de dag van het feest aanbreekt, stroomt Toms huis vol met bekenden en minder bekenden. Tot opwinding van hem en zijn vrienden dagen er een heel stel meisjes op, waaronder Kate. Diezelfde avond staat Stitches op uit zijn graf. Hij begeeft zich naar Toms huis om wraak te nemen op de kinderen die verantwoordelijk waren voor zijn fatale ongeluk.
De eerste die Stitches aantreft, is Paul. Hij is verkleed als clown naar het feest gekomen om Tom te treiteren. Stitches belaagt hem wanneer hij alleen in een kamer is en onthoofdt hem. Daarna vindt hij Bulger in een voorraadkast. Stitches neemt hem een blikopener af en snijdt daarmee zijn schedel open, om vervolgens zijn hersenen eruit te lepelen. Sarah komt Paul zoeken. Hierdoor belandt ze alleen in de kamer met Stitches. Hij doorboort haar hoofd met een paraplu. Stitches neemt vervolgens Richie te grazen, die alleen naar buiten is gegaan om te roken. Hij snijdt de ingewanden van de jongen eruit en blaast zijn hoofd op tot dat ontploft.
Tom weet inmiddels zeker wat hij al vreesde: Stitches is terug. Vinny wil hem eerst niet geloven, maar de lijken van hun vrienden leveren het bewijs. Terwijl Vinny vlucht, gaat Tom terug voor Kate. Stitches heeft haar inmiddels gevonden. Tijdens een worsteling in de keuken vallen er eieren kapot op de grond. Stitches duizelt. Tom herinnert zich daardoor iets. Toen hij op de begraafplaats gegrepen werd door de leider van de clowns, bevonden ze zich bij een mausoleum. Daarin stonden glazen potten met eieren, met daarop de gezichten van de clowns geschilderd, ook dat van Stitches. Tom vermoedt dat hij de ondode clown terug naar zijn graf kan sturen door zijn ei kapot te maken.
Tom en Kate fietsen naar het kerkhof, met Stitches op hun hielen. Eenmaal daar verstoppen ze zich achter een grafsteen zodat de clown ze niet kan vinden. Tom krijgt de hik. Het geluid dreigt te verraden waar de twee zitten. Kate helpt hem er vanaf door hem plotseling te zoenen. Bij het mausoleum gaat Tom naar binnen. Hij vindt het ei van Stitches, maar die slaat hem daarna bewusteloos. Wanneer hij bijkomt, zit hij buiten op een steen naast Kate. Stitches staat voor ze. Hij heeft zijn ei in de ene hand en een keukenmes in de andere. Hij probeert te bedenken in welke volgorde hij de twee zal vermoorden. Terwijl hij dat doet, ziet Tom dat Vinny de clown van achteren besluipt. Hij kruipt tussen zijn benen en bindt zijn veters aan elkaar. Tom gooit een muntje naar Stitches, die daardoor opnieuw uit evenwicht raakt en omtuimelt. Zijn ei valt op de grond, maar blijft heel. Stitches voorkomt ook net dat hij er met zijn gezicht bovenop valt. Tom trapt hem daarom op zijn achterhoofd zodat hij het ei alsnog plet. Dit heeft het gehoopte effect. In een serie uitbarstingen ploft het lichaam van Stitches stukje bij beetje uit elkaar, tot er niets van over is.

## Epiloog
Tom en zijn moeder gaan verhuizen naar een huis iets verderop in de straat. Kate komt bij hem langs met een cadeau. Ze weet dat hij met een telescoop vanuit zijn raam naar haar gluurde aan de overkant. Daarom heeft ze een nieuwere, betere voor hem gekocht zodat hij dat kan blijven doen. Ze zijn inmiddels bij elkaar.
In het mausoleum knutselt een clown het ei van Stitches weer in elkaar. Zodra alle stukjes van de schaal op de goede plek zitten, lossen de naden op en weerklinkt Stitches' stem.

## Rolverdeling
| - Ross Noble - Richard 'Stitches' Grindle - Tommy Knight - Tom - Shane Murray-Corcoran - Vinny - Gemma-Leah Devereux - Kate - Thommas Kane Byrnes - Bulger - Eoghan McQuinn - Richie - Roisin Barron - Sarah - Hugh Mulhern - Paul - Tommy Cullen - Dan - Lorna Dempsey - Mary | - Jemma Curran - Jenny - Valerie Spelman - Toms moeder - Ryan Burke - Tom (jongere versie) - Kelianne Coughlan - Sarah (jongere versie) - Kevin Smith - Paul (jongere versie) - Callum Maloney - Bulger (jongere versie) - Gerald Ahern - Vinny (jongere versie) - Harry Behan - Richie (jongere versie) - Laila Stack - Kate (jongere versie) |